# Yoshihito Fujita
Yoshihito Fujita (藤田 祥史 Fujita Yoshihito?, nacido el 13 de abril de 1983 en Hyogo) es un futbolista japonés que se desempeña como delantero.

## Trayectoria

### Clubes
| Club                | País  | Año         |
| ------------------- | ----- | ----------- |
| Sagan Tosu          | Japón | 2006 - 2008 |
| Omiya Ardija        | Japón | 2009 - 2010 |
| Yokohama FC         | Japón | 2011        |
| JEF United Chiba    | Japón | 2012        |
| Yokohama F. Marinos | Japón | 2013 - 2014 |
| Shonan Bellmare     | Japón | 2015 - 2017 |
| Blaublitz Akita     | Japón | 2018 -      |

## Estadística de carrera

### J. League
| Club                | Año   | J. League | J. League | Copa J. League | Copa J. League | Total | Total |
| Club                | Año   | Part.     | Goles     | Part.          | Goles          | Part. | Goles |
| ------------------- | ----- | --------- | --------- | -------------- | -------------- | ----- | ----- |
| Sagan Tosu          | 2006  | 23        | 4         | -              | -              | 23    | 4     |
| Sagan Tosu          | 2007  | 44        | 24        | -              | -              | 44    | 24    |
| Sagan Tosu          | 2008  | 38        | 18        | -              | -              | 38    | 18    |
| Omiya Ardija        | 2009  | 27        | 4         | 6              | 1              | 33    | 5     |
| Omiya Ardija        | 2010  | 7         | 1         | 6              | 1              | 13    | 2     |
| Yokohama FC         | 2011  | 31        | 3         | -              | -              | 31    | 3     |
| JEF United Chiba    | 2012  | 36        | 15        | -              | -              | 36    | 15    |
| Yokohama F. Marinos | 2013  | 32        | 2         | 10             | 1              | 42    | 3     |
| Yokohama F. Marinos | 2014  | 18        | 2         | 1              | 0              | 19    | 2     |
| Shonan Bellmare     | 2015  | 17        | 4         | 0              | 0              | 17    | 4     |
| Shonan Bellmare     | 2016  | 12        | 1         | 4              | 0              | 16    | 1     |
| Shonan Bellmare     | 2017  | 11        | 0         | -              | -              | 11    | 0     |
| Total               | Total | 296       | 78        | 27             | 3              | 323   | 81    |